# 自由党 (日本 1903-1905)
自由党（じゆうとう）は、明治時代の日本の政党。

## 党史
自由党は1903年中、首相桂太郎への協力に反対した立憲政友会帝国議会議員約20名によって結成された。旧自由党の理想を取り戻そうとしたが、背後に桂太郎がいるとの疑いがついて回った。
1905年12月、甲辰倶楽部と帝国党と合併して大同倶楽部を結成した。